# 奇帕克

奇帕克是哥倫比亞的城鎮，位於該國中部，由昆迪納馬卡省負責管轄，距離首府波哥大27公里，始建於1600年10月2日，面積139平方公里，海拔高度2,162米，2005年人口8,191。
4°27′N 74°03′W / 4.450°N 74.050°W